# 분청사기 음각연화문 편병
분청사기 음각연화문 편병(粉靑沙器 陰刻蓮花文 扁甁)은 서울특별시 용산구, 삼성미술관 리움에 있는 조선시대의 분청이다. 1995년 12월 4일 대한민국의 보물 제1229호로 지정되었다.

## 개요
조선시대 만들어진 두 면이 납작한 높이 20.5cm, 아가리 지름 5.0cm, 밑지름 8.3cm인 편병이다.
이 병은 물레로 둥글게 만든 다음 앞·뒤를 두들겨 평평하게 만든 것으로, 몸통이 풍만하며 비교적 두껍게 백토를 발랐다. 문양을 보면 아가리 주위에는 연꽃무늬로 띠를 둘렀고, 몸통의 앞·뒤 평평한 면에는 연꽃을 표현하였고, 좌우에는 풀을 새겨 넣었다. 엷은 녹색의 유약이 전면에 고르게 잘 녹아들어 투명하며, 굽이 높고 밖으로 약간 벌어져 안정감을 준다.
조선시대 작품으로 풍부한 양감과 문양이 잘 어울리는 중요한 자료이다. 

## 사진

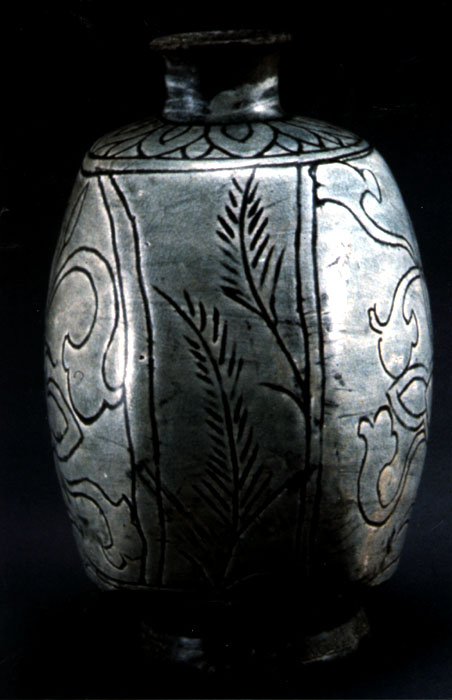
옆면에 새겨진 수양버들

## 같이 보기
- 분청사기

## 참고 자료
- 분청사기 음각연화문 편병 - 국가유산청 국가유산포털